# Ministre chargé des Relations avec les États associés
Ministre des Relations avec les États associés est un poste qui existe dans les gouvernements français de la Quatrième République de 1950 à 1956.

## Contexte
L'Union française, mise en place par la constitution de 1946, prévoit la création d'États associés. Les composantes de l'Indochine française (Annam, Tonkin, Cochinchine, Laos et Cambodge) forment trois États associés :
- État du Viêt Nam (déclaration d'indépendance le 14 juin 1949, retrait de l'Union française à la suite des accords de Genève du 20 juillet 1954) ;
- Royaume du Cambodge (indépendant le 9 novembre 1953, retrait de l'Union française après les accords de Genève) ;
- Royaume du Laos (déclaration d'indépendance le 19 juillet 1949, maintien au sein de l'Union française jusqu'à la fin de la Quatrième République en 1958).

Le poste de ministre des Relations avec les États associés est créé à cet effet. En 1953, il est remplacé par un poste de secrétaire d'État.

## Ministre, puis secrétaires d'État
- 2 juillet 1950 - 12 juillet 1950 : Paul Reynaud
- 12 juillet 1950 - 11 août 1951 : Jean Letourneau
- 20 janvier 1952 - 8 mars 1952 : Jean Letourneau
- 8 mars 1952 - 28 juin 1953 : Jean Letourneau
- 2 juillet 1953 - 3 juin 1954 : Marc Jacquet
- 3 juin 1954 - 19 juin 1954 : Édouard Frédéric-Dupont
- 19 juin 1954 - 23 février 1955 : Guy La Chambre
- 1er mars 1955 - 20 octobre 1955 : Henri Laforest
- 20 octobre 1955 - 24 janvier 1956 : Jean Lecanuet